# Aeroporto Internacional Suboficial Ayudante Santiago Germano
O Aeroporto Internacional Suboficial Ayudante Santiago Germano (IATA: AFA, ICAO: SAMR) serve a cidade de  San Rafael, província de Mendoza, Argentina. Está localizado a 8 km do centro da cidade.
O aeroporto foi inaugurado em 1997. O aeroporto possui 67,800 m² de pistas, 820 m² de terminal e um estacionamento para 140 carros.

## Terminal
| Companhias            | Destinos                |
| --------------------- | ----------------------- |
| Aerolíneas Argentinas | Buenos Aires-Aeroparque |